# KV21
KV21 (англ. Kings' Valley № 21) — древнеегипетская гробница в Долине царей эпохи Нового царства (XVIII династия). Предположительно, гробница принадлежала членам царской семьи. Здесь обнаружены две безымянные женские мумии.

## Обнаружение
KV21 обнаружена в 1817 году Джованни Бельцони, работавшим на Генри Солта. В 1825 году Джеймс Бёртон зарисовал план гробницы, а в 1889 году — Эжен Лефебюр. Спустя 100 лет в 1989 году в гробнице возобновил исследовательские работы Дональд П. Райан. В 1990 году здесь установили ворота и деревянные ступени.

## Описание гробницы
Бёртон описал состояние KV21 словами «чистая, новая гробница», поскольку здесь не произошло затопления или обвалов. Зафиксированные Райаном повреждения появились в новое время: разрушениям водой подверглись стены погребальной камеры, мумии и артефакты. Помёт летучих мышей указывал на то, что KV21 долгое время находилась в свободном доступе.

## Архитектура
Главная ось гробницы направлена на восток — запад. В сравнении с прочими найденными гробницами в Долине царей KV21 невелика (120,29 м2) и напоминает KV32. Гробница состоит из входа, двух лестничных коридоров и погребальной камеры с маленькой комнатой приготовлений. Стены гладкие, не расписанные, ровного цвета с красными и чёрными отметками каменщиков.
В центре 56,42 м2 погребальной камеры стоит столб, северную стену занимает ниша. Для сравнения, погребальная камера Тутанхамона (KV62) размером скромнее — всего 26,22 м2. Поскольку в гробнице Аменхотепа III (WV22), цариц Тии и Ситамон также в центре возвышается столб, то предполагается, что в KV21 похоронена по крайней мере одна царица. На стене боковой камеры стоит пометка туриста XIX века: «ME 1826».
Помимо двух женских мумий в KV21 найдены различные камни, печати-скарабеи, печать некрополя, а также предметы погребального обряда, кувшины.

## Мумии
Бельцони оставил описание обнаруженных мумий:

В одном углу этой гробницы на полу мы нашли две мумии без одеяний или саркофага. Длинные волосы этих женских мумий хорошо сохранились, однако они легко отделялись от головы, стоило их легко потянуть.Оригинальный текст (англ.)At one corner of this chamber, we found too mummies on the ground, quite naked, without cloth or case. They were females, and their hair pretty long, and well preserved, though it was easily separated from the head by pulling a little.— Джованни Батиста Бельцони
В 1989 году мумии в плохом состоянии лежали в Коридоре-В, у входа. Их состояние усугубилось не только за счёт воздействия воды, но и вандализма. Технология мумификации указывала на принадлежность людей к правящей династии: правые руки мумий вытянуты вдоль тела, а левые согнуты и лежат на груди сжатыми кулаками. В той же позе была найдена Юная леди (KV35 YL), установленная генетическая мать Тутанхамона. Райан оставил мумии в деревянных ящиках в гробнице.
В рамках «Проекта семьи фараона Тутанхамона» (англ. King Tutankhamen Family Projects) в 2010 году мумиям присвоили имена KV21A и KV21B, провели Компьютерную Томографию и ДНК-тесты. Результаты ДНК-исследования оказались менее успешными, в сравнении с другими протестированными мумиями — генетическая идентификация не представляется возможной. С периода исследования обе мумии хранятся в Каирском музее.

### KV21A
Эта мумия сохранилась хуже KV21B: отсутствуют череп, голень, повреждена большая часть позвоночника. Обследование показало, что женщина была среднего роста (около 1,62 м), из-за врождённого, болезненного порока развития произошла деформация обеих ног (косолапость). Состояние костей говорит, что женщина скончалась в молодом возрасте.
ДНК-исследование показало, что эта женщина приходилась матерью двум недоношенным детям Тутанхамона из KV62. При этом родство KV21A и Эхнатона (KV55) не доказано, что ставит под сомнение причастность мумии KV21A к царице Анхесенамон.

### KV21B
KV21B пострадала меньше, хотя отсутствуют части тела и сильно повреждён череп. Эта мумия больше по размеру, чем KV21A, имеет искривление позвоночника и косолапость. Состояние костей указывает на возраст около 45 лет. Захи Хавасс считает эту мумию Нефертити.